# Campionati europei di karate 1997
La 32ª edizione del campionato europeo di karate si è svolta a Santa Cruz de Tenerife dal 2 al 4 maggio 1997.

## Risultati

### Kata
| Posizione | Karateka      |
| --------- | ------------- |
| 1         | Michaël Milon |
| 2         | J. Hernandez  |
| 3         | Luca Valdesi  |

| Posizione | Karateka       |
| --------- | -------------- |
| 1         | Roberta Sodero |
| 2         | G. Mendez      |
| 3         | N. Forstin     |

| Posizione | Nazione |
| --------- | ------- |
| 1         | Francia |
| 2         | Spagna  |
| 3         | Italia  |

| Posizione | Nazione |
| --------- | ------- |
| 1         | Italia  |
| 2         | Spagna  |
| 3         | Francia |

### Kumite
| Posizione | Karateka            |
| --------- | ------------------- |
| 1         | Davíd Luque Camacho |
| 2         | Damien Dovy         |
| 3         | V. Bugur            |
| 3         | M. Sebesta          |

| Posizione | Karateka           |
| --------- | ------------------ |
| 1         | Alexandre Biamonti |
| 2         | D. Versmissen      |
| 3         | O. Ortiz           |
| 3         | Daniele Simmi      |

| Posizione | Karateka        |
| --------- | --------------- |
| 1         | H. Alagas       |
| 2         | K. Stanovnik    |
| 3         | Gustaff Lefevre |
| 3         | G. Romic        |

| Posizione | Karateka        |
| --------- | --------------- |
| 1         | Salvatore Loria |
| 2         | A. Busk         |
| 3         | Michaël Braun   |
| 3         | F. Hulten       |

| Posizione | Karateka        |
| --------- | --------------- |
| 1         | Gilles Cherdieu |
| 2         | T. Nitschmann   |
| 3         | Seydina Balde   |
| 3         | Wayne Otto      |

| Posizione | Karateka       |
| --------- | -------------- |
| 1         | Oscar Olivares |
| 2         | T. Rajic       |
| 3         | A. Anikin      |
| 3         | I. Cole        |

| Posizione | Karateka         |
| --------- | ---------------- |
| 1         | Christophe Pinna |
| 2         | S. Mecheri       |
| 3         | A. Horn          |
| 3         | Gustaff Lefevre  |

| Posizione | Karateka      |
| --------- | ------------- |
| 1         | Jillian Toney |
| 2         | M. Laukova    |
| 3         | N. Jacobs     |
| 3         | Sari Laine    |

| Posizione | Karateka          |
| --------- | ----------------- |
| 1         | C. Garcia         |
| 2         | Nathalie Leroy    |
| 3         | Chiara Stella Bux |
| 3         | T. Kovacs         |

| Posizione | Karateka      |
| --------- | ------------- |
| 1         | N. Firat      |
| 2         | Roberta Minet |
| 3         | S. Fuchs      |
| 3         | R. Ortega     |

| Posizione | Karateka      |
| --------- | ------------- |
| 1         | Roberta Minet |
| 2         | C. Garcia     |
| 3         | C. Terrine    |
| 3         | Nadine Ziemer |

| Posizione | Nazione     |
| --------- | ----------- |
| 1         | Francia     |
| 2         | Italia      |
| 3         | Germania    |
| 3         | Inghilterra |

| Posizione | Nazione |
| --------- | ------- |
| 1         | Spagna  |
| 2         | Italia  |
| 3         | Francia |
| 3         | Turchia |